# Vranštica
Vranštica (cyr. Вранштица) – wieś w Serbii, w okręgu rasińskim, w gminie Aleksandrovac. W 2011 roku liczyła 41 mieszkańców.